# Аро – Альхете
Аро – Альхете – елемент газотранспортної системи Іспанії.
Наприкінці 1970-х років по долині Ебро проклали газопровід Тівісса – Аро – Бергара, що створило передумови для подачі ресурсу до столичного регіону. Для цього в 1986 – 1987 роках спорудили трубопровід від Аро до Альхете на північній околиці Мадриду, де ресурс передається до мадридського газотранспортного кільця (споруджувалось частинами в 1987 – 2000 роках).
Трубопровід Аро – Альхете має довжину 295 кілометрів та складається з двох ділянок – завдовжки 113 кілометрів з діаметром 650 мм до Вільямайор та довжиною 182 кілометра з діаметром 500 мм від Вілламайор до Альхете. Для трубопроводу обрали робочий тиск у 7,2 Мпа.
У Бургосі існує сполучення з газопроводом Бургос – Ов'єдо (веде на північне узбережжя країни), а від Вільямайор починається відгалуження до Вальядоліду. Дещо південніше від Вільямайор існує сполучення з трубопроводом Самора – Аранда, що збезпечує зв’язок із західною частиною газотранспортної системи країни.
Можливо також відзначити, що в подальшому до Мадриду подали ресурс по газопроводах Уельва – Кордова – Мадрид та Уельва – Алькасар-де-Сан-Хуан – Мадрид.